# Torre de la Bandera (Hanói)
La Torre de la Bandera de Hanói (en vietnamita: Cột cờ Hà Nội) es una torre en la ciudad de Hanói, en el país asiático de Vietnam, que constituye uno de los símbolos de la ciudad y parte de la ciudadela de Hanói, Patrimonio de la Humanidad. Su altura es de 33,4 m (41 m con la bandera). 
Construida en 1812, la torre, a diferencia de muchas otras estructuras en Hanói, no fue destruida durante la administración francesa (1896-1897), y fue utilizada como un puesto militar. Ahora se encuentra en el Museo de Historia Militar de Vietnam.
Cột cờ  se compone de tres niveles y una torre en forma de pirámide con una escalera de caracol que conduce a su parte superior. El primer nivel es de 42,5 m de ancho y 3,1 m de altura; el segundo de 25 m de ancho y 3,7 m de alto y el tercero tiene 12,8 m de ancho y 5,1 m de alto. 
El segundo nivel cuenta con cuatro puertas. Las palabras "Nghênh Húc" ("Dar la bienvenida a la luz del sol del amanecer") están escritas en la puerta oriental; las palabras "Hà Quang" ("reflejar la luz") en la puerta occidental y "Hướng Minh" ("Dirigida a la luz del sol")  en la puerta sur. La torre está iluminada por 36 ventanas en forma de flores y 6 ventanas en forma de abanico. La bandera de Vietnam está en la parte superior de la torre.